# Peter J. Schwendinger
Peter J. Schwendinger (ur. 1950) – austriacki arachnolog specjalizujący się w taksonomii i biologii kosarzy, szczególnie Oncopodidae oraz prymitywnych pająków z grup Mesothelae, Mygalomorphae i Tetrablemmidae. Zajmuje się głównie fauną Azji Południowo-Wschodniej.
W 1985 roku ukończył Leopold-Franzens-Universität Innsbruck, a w 1990 zrobił tam doktorat, pod przewodnictwem Konrada Thalera. Od 1989 do 1999 był wykładowcą na Universität Innsbruck i pracownikiem tamtejszego instytutu zoologii. Od 1996 do 1997 był wykładowcą na wydziale biologii Chiang Mai University w Tajlandii. Od maja roku 1999 jest kuratorem Muséum Genèva w Genewie. Jest redaktorem tematycznym czasopism Revue Suisse de Zoologie oraz Zootaxa.